# موريس ك. جيساب
موريس ك. جيساب (بالإنجليزية: Morris K. Jessup)‏ هو يوفولوجي ‏ وكاتب أمريكي، ولد في 2 مارس 1900 في Rockville, Indiana ‏ في الولايات المتحدة، وتوفي في 20 أبريل 1959 في مقاطعة ميامي داد في الولايات المتحدة بسبب تسمم بأحادي أكسيد الكربون.